# TopSolid
TopSolid è un software per la progettazione assistita da computer (CAD Computer Aided Design)  concepito e realizzato da TOPSOLID SAS. Apparso per la prima volta nel 1987 con il nome commerciale TopCAD, era allora uno dei primi software CAD di modellazione solida (volumi) funzionante su Personal Computer. Utilizzava, a quel tempo, un modellatore poliedrico.
La versione odierna di TopSolid utilizza il modellatore geometrico ParaSolid, è capace di importare ed esportare tramite tutti i formati aperti del mercato, così come in formati proprietari, come CATIA o ParaSolid.
TopSolid raggruppa tutta una famiglia di prodotti, dal CAD generalista, in particolare meccanico,  (TopSolid'Design), lamiera (TopSolid'Fold), legno (TopSolid'Wood) o per gli stampi TopSolid'Mold (per stampi iniezione) e TopSolid'Progress (per la creazione di stampi a passo o progressivi), fino al CAM meccanico (TopSolid'Cam), lamiera (TopSolid'PunchCut), legno (TopSolid'WoodCam) o per pilotare macchine ad erosione a filo (TopSolid'Wire). Vi è inoltre una applicazione di verifica dei pezzi in 3D (TopSolid'Control), un generatore di messa in tavola (TopSolid'Draft), di calcolo strutturale (FEM) (TopSolid'Castor), ecc.
TopSolid rivendica il secondo posto in Francia nel Software CAD CAM, dopo Dassault Systèmes con software come CATIA e SolidWorks.